# Rue Louise-Bourgeois
La rue Louise-Bourgeois est une voie située dans le quartier de la Gare du 13e arrondissement de Paris.

## Situation et accès
La rue Louise-Bourgeois est desservie par les lignes 14 et RER C à la station Bibliothèque François-Mitterrand.

## Origine du nom
Elle porte le nom de la plasticienne américaine d'origine française Louise Bourgeois (1911-2010).

## Historique
Cette voie est créée dans le cadre de l'aménagement de la ZAC Paris-Rive-Gauche sous le nom provisoire de « voie EZ/13 » et prend sa dénomination actuelle en 2014.
Un escalier, à son extrémité est, permet de rejoindre la rue Regnault.

## Bâtiments remarquables et lieux de mémoire
En février 2016 a été inauguré un ensemble mixte de la Régie immobilière de la ville de Paris (RIVP), comprenant une résidence universitaire du CROUS aux nos 9-17, l'école polyvalente Louise-Bourgeois au no 19, ainsi qu'un foyer pour jeunes actifs.